# Glyptholapis americana
Glyptholapis americana är en spindeldjursart som först beskrevs av Berlese 1888.  Glyptholapis americana ingår i släktet Glyptholapis och familjen Macrochelidae. Inga underarter finns listade i Catalogue of Life.